# 吉㚖信一
吉㚖 信一（よしざわ のぶかず、1933年〈昭和8年〉1月20日 -  ）は、日本の経営者。山梨中央銀行頭取を務めた。

## 来歴・人物
山梨県出身。1955年に中央大学法学部を卒業し、同年に山梨中央銀行に入行した。1987年6月に取締役に就任し、1989年6月に常務、1993年6月に専務を経て、1995年6月には頭取に就任。2001年6月に会長に就任し、2007年6月には取締役相談役に就任。
2004年4月に旭日小綬章を受章。